# Fritz Heider
Fritz Heider (Wenen, 19 februari 1896 – Lawrence, Kansas, 1 februari 1988) was een mediatheoreticus die de attributietheorie en de balanstheorie ontwikkelde. Verder introduceerde hij de naïef-psychologische beschouwingen in de psychologie. 
Heider groeide op in Graz en leefde later in München en in Berlijn, waar hij met Max Wertheimer samenwerkte. In het Duitse taalgebied verkreeg hij vooral bekendheid met het in 1926 gepubliceerde Ding und Medium. In 1927 werd hij assistent van William Stern in Hamburg.
Vanaf 1930 werkte hij in de Verenigde Staten bij Kurt Koffka. Al drie maanden nadat hij daar was aangekomen trouwde hij met Grace Moore, een medewerkster met wie hij later Kurt Lewins Grundzüge der topologischen Psychologie in het Engels vertaalde. In 1947 werd hij door de universiteit van Kansas tot hoogleraar benoemd. In 1958 publiceerde hij zijn hoofdwerk The Psychology of Interpersonal Relations.

## Werken
- 1926: Ding und Medium, Kulturverlag Kadmos
- 1958: The Psychology Of Interpersonal Relations, Wiley
- 1983: The Life of a Psychologist. An Autobiography, University Press of Kansas